# エ・テメン・アン・キ
座標: 北緯32度32分11秒 東経44度25分15秒 / 北緯32.53639度 東経44.42083度
エ・テメン・アン・キ（シュメール語：É-TEMEN-AN-KI、Etemenanki）（「天と地の基礎となる建物」という意味）は、バビロンのエサギラ（マルドゥクの神殿）の中心部に築かれたジッグラト（聖塔）のこと。

## 概要
メソポタミア文明の中でも最古の文化を築いたと言われるシュメール人が建設を開始し、工事が中断していた（あるいは規模が小さかった、荒廃していた）ものを、カルデア人の王国である新バビロニア王国時代の紀元前7世紀末に、ナボポラッサル王が再建に着手し、紀元前6世紀前半にその長男ネブカドネザル2世王の時に完成した。
マルドゥクはバビロニア王にエサギラの修復を命じ、神殿の土台を冥界の奥深く堅く定め、その頂を天と等しくするよう要求したという。
底面約91メートル×約91メートル、高さ約90–91メートル（高さは推定）の7層建てであり、各層が七曜を表し、1階が土星、2階が木星、3階が火星、4階が太陽、5階が金星、6階が水星、7階が月であった。これはバビロニアの天文学では、地球から遠い順に「土星・木星・火星・太陽・金星・水星・月」と考えられていたことに基づく。各層には神室があり頂上（7階）には神殿（至聖所）があったと推測される。
これらのことは、シェーンコレクション（ノルウェーの実業家マーティン・シェーン (Martin Schøyen) が設立した書物収集団体）が所有する紀元前604–562年頃の黒い石碑に刻まれた碑文と絵と、現在はバビロンの遺跡にわずかに残る遺構から判明している。 この遺構はドイツ人のローバート・J・コルデヴァイ（Robert Johann Koldewey）によって20世紀初頭に発見された。
現代の学者（Stephen L. Harris、カリフォルニア州立大学サクラメント校）などによれば、旧約聖書「創世記」のバベルの塔の挿話は、バビロン捕囚時代に、エ・テメン・アン・キに影響されたと考えられている。
しかし、バビロンのジッグラトは、アケメネス朝ペルシアの王であるクセルクセス1世（在位前486‐前465）によって、跡形もなく破壊された。
さらに、セレウコス朝時代（前305‐前62）に、その首都セレウキア建設のために、バビロンのレンガが流用された。
そして、アケメネス朝ペルシアを征服したマケドニアのアレクサンドロス大王（前356‐前323）が、再建を志したものの、早逝したため果たせず、現在も廃墟のままである。

## ヘロドトスによる記述
紀元前5世紀頃のギリシア人であるヘロドトスは、その著書『歴史（ヒストリエ）』に、バビロンのジッグラトに関する記録を残している。
ただ、この記述は、実際のバビロンのジッグラトとは、大きさや構造が異なっており、実際にヘロドトスが実物を見聞したのかは（ヘロドトスの人生の晩年の紀元前5世紀後半のことであろうから、時期的にも）疑わしい。特に「塔の外側に螺旋階段がつけられている」とする記述は、メソポタミア各地に現存するジッグラトの遺跡の構造とは異なる。
ピーテル・ブリューゲルの絵画『バベルの塔』に代表される、「螺旋階段のついた、階層構造の円筒状の建築物」の形式である、欧米人のバベルの塔のイメージは、中世イスラーム建築の「ミナレット」の影響だけではなく、（古典ギリシャ文学が、欧米の教養人の基礎教養であるが故の、）このヘロドトスの記述が、根本的に影響しているのかもしれない。
また、螺旋階段を登って、塔の頂上（至聖所・神）に到達するという構造は、霊性進化論における霊的向上（螺旋なので、正→反→合→を繰り返しながら上昇する）を表現するイメージとして、オカルト（隠秘学）にも影響を与えていると考えられる。
また、ヘロドトスは、エサギラに安置されていた黄金のマルドゥク神像にも言及している。